# ニホンハナガメ
ニホンハナガメ (Ocadia nipponica) は、後期更新世までの日本列島に生息したカメの化石種である。爬虫綱 - カメ目 - イシガメ科 - ハナガメ属に属する。

## 分類
種小名の「nipponica（ニッポニカ）」は「日本」を意味する。台湾やベトナムなどの中国以南に生息する現生種のハナガメ（Mauremys sinensis）と近縁と考えられている。
なお、本種と外見上の類似性が見られる、甲長40センチメートルものイシガメ科の大型種も岩手県、岡山県、島根県、長崎県、鹿児島県などの下部中新統（中新世）の地層から出土しているが、第四紀産の同属との形態上の違いが見られる。

## 形態
甲長が約33センチメートルと現生のハナガメよりも大型である。甲羅は後部が幅広くなった楕円で、現生種に類似する。しかし甲羅鱗板の年輪がほとんど無く平滑である点、口の咬合面がより広い点なども異なる。水生であったと思われる。

## 発見
2001年10月29日、千葉県袖ケ浦市滝の口吉野田の丘陵地帯、館山道木更津北インターチェンジ付近の下総層群清川層という約20万年前の露頭より化石が出土。標本は甲羅の大部分がまとまった良好な状態で発見されている。他には頭骨の大半や下顎、頸椎の一部、 肩帯と腰帯、左前肢の一部と左後肢の大半が出土した。この標本は発掘調査に当たっていた早稲田大学の平山廉などにより新種と確認されている。この場所からは後期更新世のイシガメ科の絶滅種、ヤベイシガメも発見されている。同時代（後期更新世）にはミヤタハコガメなども生息しており、第四紀における日本列島のカメの多様性が大きかったことを裏付けている。
岡山県新見市及び島根県松江市の第三紀の地層、石川県金沢市の大桑層や兵庫県明石市や長崎県雲仙市や大阪府高槻市の前期更新世の地層、神奈川県藤沢市や静岡県浜松市の後期更新世の地層、滋賀県からもニホンハナガメ自体または似た特徴を持つイシガメ科の化石が発掘されている。